# Хрещатицький Борис Ростиславович
Бори́с Ростисла́вович Хреща́тицький (*23 липня 1881, станиця Новомиколаївська (сучасний Новоазовськ), Міуська округа, Область Війська Донського, Російська імперія — †22 липня 1940, Сус, Туніс, Французька держава) — донський козак, генерал-лейтенант Російської армії (1919), учасник громадянської війни на Далекому Сході і в Сибіру, отаман Далекосхідного українського війська Зеленого Клину (1918−1923), лейтенант французької армії (1929). Георгіївський кавалер (1919), кавалер ордена «Почесного легіону» (Франція).

## Життєпис
У 1900 р. закінчив Олександрівський кадетський корпус і Пажеський корпус.
Осавул гвардії з 1912 р., з 1913 р. − полковник. Брав участь у російсько-японській війні у складі лейб-гвардії козачого полку. Потім продовжував служити на Далекому Сході.
16 серпня 1914 р. на чолі 52-го Донського козачого полку відправлений на російсько-німецький фронт, де проявив хоробрість і вміле командування.
8 липня 1915 р. нагороджений іменною Георгіївською зброєю.
31 травня 1916 р. йому присвоєно звання генерал-майора.
22 вересня 1916 р. він призначається командиром 2-ї бригади 1-ї Донської козачої дивізії в складі 3-го кінного корпусу генерала графа Ф. А. Келлера, 22 жовтня 1917 р. − командиром Уссурійської козачої дивізії.
Невдовзі після більшовицького перевороту вирушає разом зі своєю дивізією на Далекий Схід, де вона розпускається по станицях.
У січні 1918 р. прибув у Забайкалля, потім переїхав до Харбіна, вступив у розпорядження генерала Д. Л. Хорвата.
З 8 березня по 14 листопада 1918 р. обіймав посаду начальника штабу російських військ у смузі відчуження Китайсько-Східної залізниці. На початку літа 1918 р. приступив до формування армії Зеленого Клину. Однак, коли на станції Ехо (рос. Эхо) Китайсько-Східної залізниці (за ін. джерелами − в селищі Роздольне Приморського краю) почалося формування другої української дивізії, у вересні 1918 р. від адмірала Олександра Колчака отримано наказ відправити українські частини на антибільшовицький фронт. З листопада 1918 по серпень 1919 р. з армією Колчака брав участь у боях проти радянської Росії, дослужився до звання генерал-лейтенанта.
Восени 1919 р. отримав посаду інспектора Далекосхідних формувань стратегічного резерву та звання генерала з особливих доручень при командувачі військ Приамурського військового округу.
У 1920 р. перейшов під командування отамана Г. М. Семенова. З 27 квітня 1920 і до 7 липня 1921 р. обіймав посаду начальника штабу всіх козацьких військ Російської східної околиці. На початку 1920 р. (за ін. джерелами − влітку 1918) Український крайовий секретаріат Зеленого Клину призначив Б. Р. Хрещатицького отаманом Далекосхідного українського війська. З 26 червня 1920 р. був керуючим відомством закордонних справ Забайкальського уряду Г. М. Семенова і вів з японцями переговори про спільну боротьбу з Червоною армією. З серпня 1921 р. брав участь у роботі Верховної військової ради Забайкалля. Після поразки військ Г. М. Семенова і розпуску в 1920 р. українських полків генерала Л. В. Вериги у Владивостоці емігрував у Харбін (Китай).
У 1924 р. їде з Маньчжурії до Франції. Відсутність найближчим часом перспектив щодо повалення радянської влади та безгрошів'я змушують його вступити у Французький іноземний легіон. З 11 липня 1925 р. він − рядовий легіонер 4-го ескадрону 1-го кавалерійського полку 2-ї іноземної легкої броньованої бригади в Сирії. Уже 15−17 вересня 1925 р. у складі зведеного загону (1000 легіонерів) бере участь у захисті від сирійських повстанців (3,5 тис.) села Мессіфр (фр. Messifré), південніше Дамаска. У бою він проявив хоробрість і самовідданість: поранений у руку, прийняв командування над одним із підрозділів ескадрону замість убитого лейтенанта. У 1926−1928 рр. став учасником захисту французьких транспортних колон в районі м. Дейра-ез-Зор (фр. Haute-Djezireh) у північно-східній пустелі Сирії, там дослужився до командира 23-го ескадрону, що складався з чеченських горців. За короткий час він пройшов у легіоні усі сержантські чини, і 11 січня 1929 р. йому було надано звання лейтенанта. З лютого 1929 по листопад 1933 р. − штатний співробітник з особливих доручень Іноземного легіону по Леванту та Північній Африці.
З листопада 1933 р. проживав у Франції, де з часом отримав французьке громадянство (1935).
З початком Другої світової війни поступає на військову службу у французьку армію. Після поразки Франції від Німеччини разом зі своїм ескадроном 11 липня 1940 р. переправляється в Туніс, де незабаром помирає.